# Diego Boneta
Diego Andrés González Boneta (Mexikóváros, 1990. november 29.–) mexikói énekes és színész. A Mindörökké Rock (2012) és a Luis Miguel (2018) című filmek főszereplésével szélesebb körben is ismertté vált.
2005-ben rögzítette önálló debütáló albumát, amelynek első kislemeze a "Responde" volt. Az album brazil verzióját portugál nyelvű dalokkal 2006-ban vették fel. 2008-ban jelent meg második albuma Indigo címmel.

## Fiatalkora
Boneta Mexikóvárosban született, két mérnök fiaként. Édesapja mexikói származású, míg édesanyja az Amerikai Egyesült Államokban született, Puerto Ricó-i apától és spanyol anyától. Két testvére van, Natalia és Santiago, akik bátyjuk hírnevének köszönhetően mindketten jelentős követőkre tettek szert a közösségi médiában. Bár anyai nagyapját, Otto Boneta dalszerzőt és pszichiátert soha nem ismerte, Diego neki köszöni zenei tehetségét.
Boneta folyékonyan beszél spanyolul és angolul. Három állampolgársággal rendelkezik, a másik kettő amerikai és spanyol.

## Filmográfia

### Film
| Év   | Cím                                      | Eredeti cím                                           | Szerep         | Magyar hang   |
| ---- | ---------------------------------------- | ----------------------------------------------------- | -------------- | ------------- |
| 2012 | Mindörökké Rock                          | Rock of Ages                                          | Drew Boley     | Fehér Tibor   |
| 2014 |                                          | City of Dead Men                                      | Michael        |               |
| 2015 |                                          | Eden                                                  | Arnie          |               |
| 2015 |                                          | Summer Camp                                           | Will           |               |
| 2016 | Pelé                                     | Pelé: Birth of a Legend                               | José Altafini  | Fehér Tibor   |
| 2017 | Mielőtt elmegyek                         | Before I Fall                                         | Mr. Daimler    |               |
| 2017 |                                          | The Reason You Haven't Had Sex in So Long (rövidfilm) | Gary           |               |
| 2017 |                                          | Another You                                           | Marcus         |               |
| 2017 | A Titán                                  | The Titan                                             | Íker Hernández |               |
| 2017 |                                          | Starbright                                            | Joshua         |               |
| 2017 |                                          | Blood Ride                                            | Brian          |               |
| 2017 | A Bend in the Road                       |                                                       |                |               |
| 2018 |                                          | The Reason Nobody Likes You (rövidfilm)               | Isaac          |               |
| 2018 |                                          | Monster Party                                         | Ollie          |               |
| 2019 | Terminátor: Sötét végzet                 | Terminator: Dark Fate                                 | Diego Ramos    | Jakab Márk    |
| 2020 |                                          | Revenge Ride                                          | Brian          |               |
| 2020 | Új világrend                             | Nuevo orden                                           | Daniel         |               |
| 2020 | Szerelmek, esküvők és egyéb katasztrófák | Love, Weddings & Other Disasters                      | Mack           | Fehér Tibor   |
| 2020 | Monster Hunter – Szörnybirodalom         | Monster Hunter                                        | Marshall       | Fehér Tibor   |
| 2021 |                                          | Die in a Gunfight                                     | Ben Gibbon     |               |
| 2022 | Örömapa                                  | Father of the Bride                                   | Adan Castillo  | Horváth Illés |
| TBA  |                                          | Starbright                                            | Joshua         |               |